# Nínox de Sumba menut
El nínox de Sumba menut (Ninox sumbaensis) és una espècie d'ocell de la família dels estrígids (Strigidae). Es coneix poc la seva distribució: només s'ha detectat a unes poques localitats de l'illa de Sumba, a Indonèsia. Es creu que és una espècie poc comuna amb poblacions cada cop més reduïdes degut a la deforestació i l'expansió de l'agricultura. El seu estat de conservació es considera en perill d'extinció.
Viu en boscos, tant a primaris, com a primaris pertorbats, secundaris i degradats, entre els 600 i 950 metres d'altitud. S'ha observat la progènie jove durant el novembre.